# Polimàstia
La polimàstia també coneguda com a pits accessoris, pits supernumeraris o mammae erraticae, és la condició de tenir un pit addicional. Els pits addicionals poden aparèixer amb o sense mugrons o arèoles. És una condició i una forma d'atavisme que és més freqüent en humans masculins, i sovint no es tracta ja que és majoritàriament inofensiu. En els darrers anys, moltes dones afectades s'han operat de cirurgia plàstica per extirpar els pits addicionals, per motius purament estètics.
Una condició relacionada, en la qual es formen mugrons addicionals, s'anomena politèlia o mugró supernumerari.

## Presentació
El teixit mamari supernumerari és sovint únic i de tipus accessori, la majoria de vegades situat a nivell del tòrax, però es pot localitzar a nivell de l'aixella o de l'abdomen. Excepcionalment, hi ha altres localitzacions, ectòpiques, com el peu.
En alguns casos, el pit accessori pot no ser visible a la superfície. En aquests casos, amb ressonància magnètica pot ser possible distingir el seu aspecte del teixit mamari normal. En altres casos, se sap que els pits accessoris lacten, tal com s'il·lustra en un dibuix que mostra un nen alletant amb teixit mamari ectòpic a la cuixa lateral.

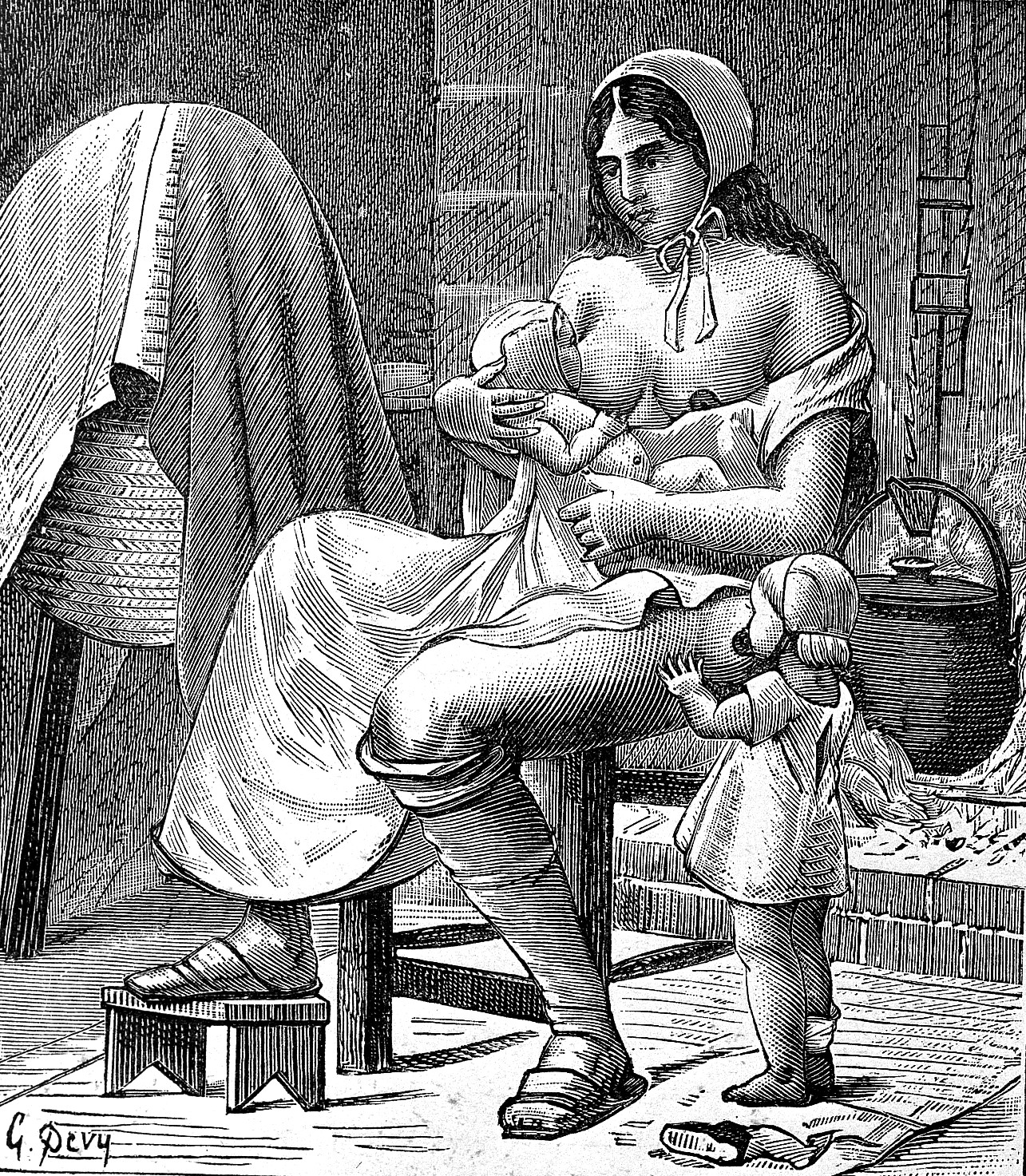
Una dona alletant amb un pit supernumerari a la cuixa (1887)
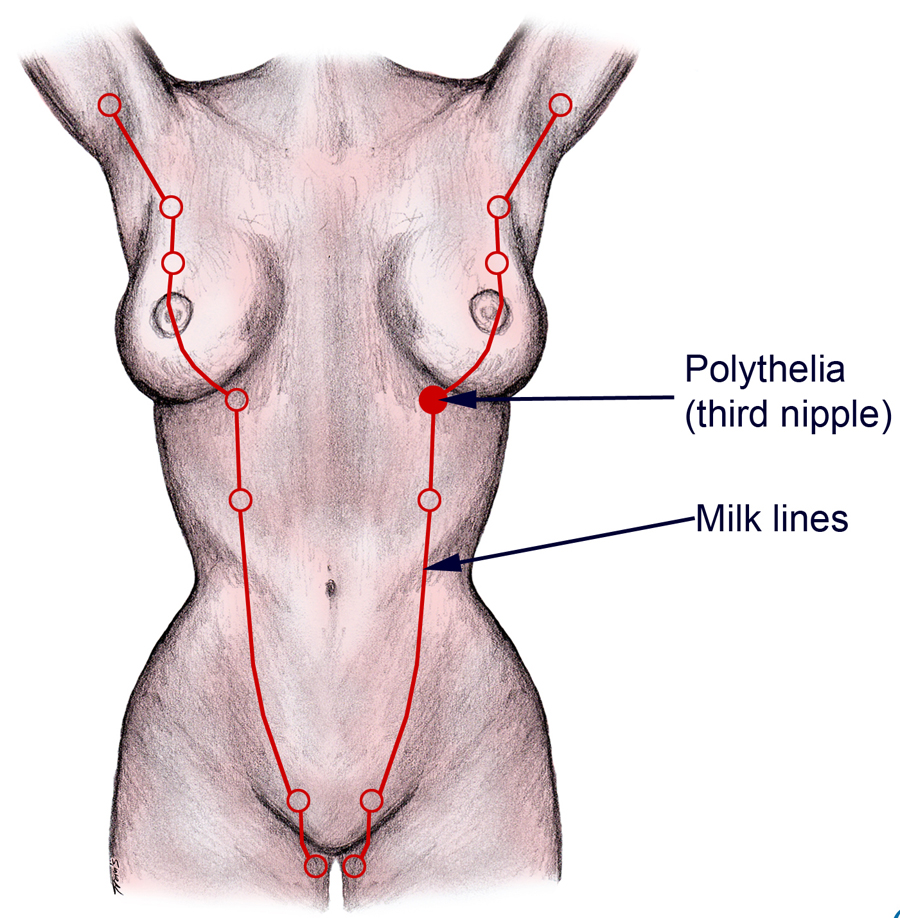
Línies lactíferes naturals al cos humà

Hi ha algunes evidències que la malaltia pot ser més freqüent a les poblacions de nadius americans.

## Causes
La polimàstia es produeix normalment a l'úter durant el desenvolupament. Durant el desenvolupament normal, el teixit mamari es desenvoluparà al llarg de la línia lactífera i el teixit addicional es desintegrarà i s'absorbirà al cos. La polimàstia es produeix quan el teixit addicional no es desintegra abans del naixement. Aquesta condició es pot heretar.

## Aspectes mèdics
El teixit mamari supernumerari, en particular la politèlia, no té en principi cap conseqüència a part de possibles molèsties estètiques. Tanmateix, cal tenir en compte que les patologies que afecten el teixit mamari normal poden arribar a aquesta anomalia quan la conté. A més, es parla d'una possible relació amb malformacions renals, cardíaques (com el prolapse de la vàlvula mitral) o digestives.

### Creences populars
A la mitologia grega, la polimàstia era un atribut freqüent de la deessa Àrtemis.

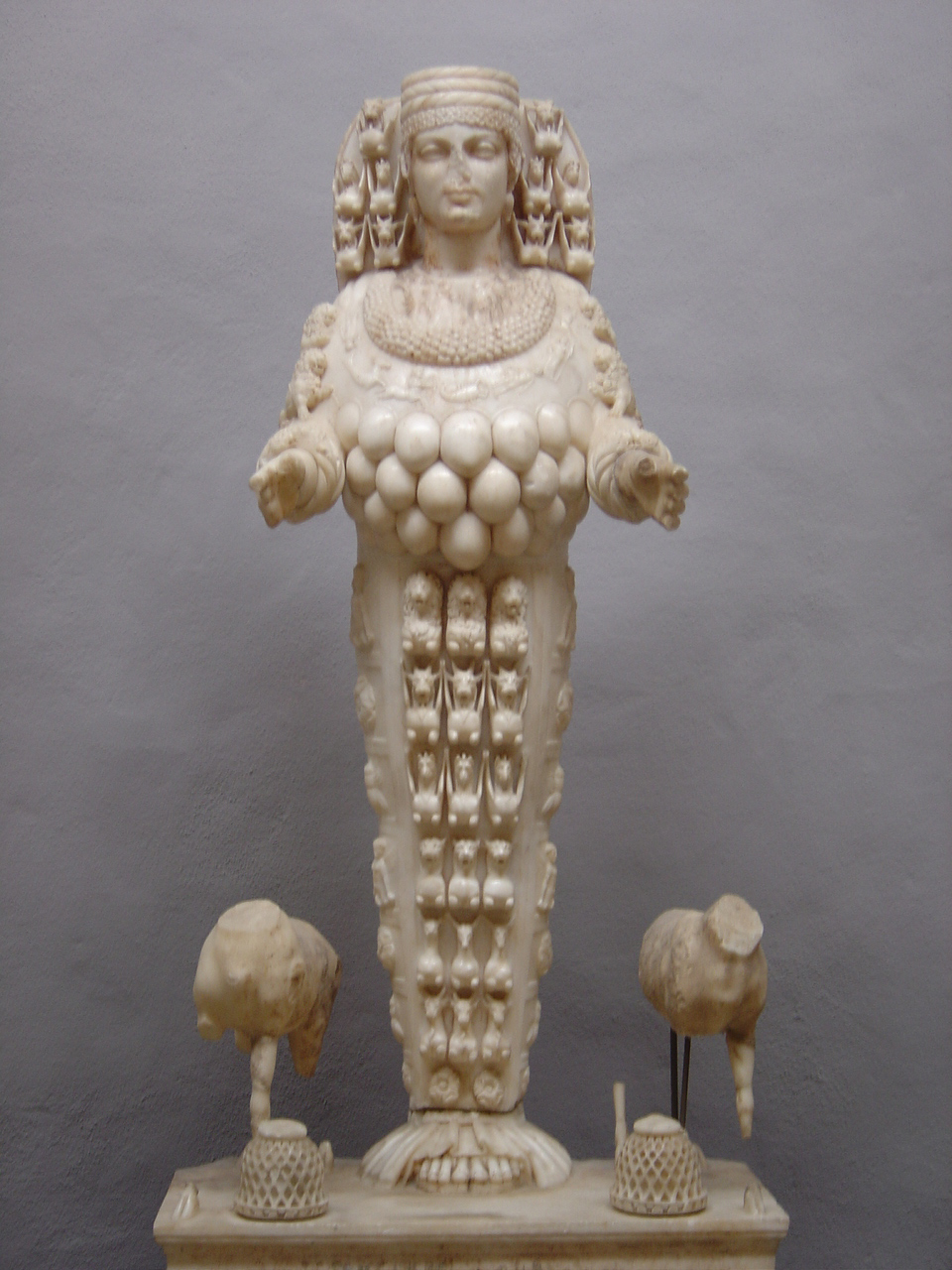
Una Àrtemis polimàstica al museu de Selçuk, Anatòlia

Als Estats Units d'Amèrica, entre els segles segle xvii i segle xviii, la presència d'un mugró supernumerari es considerava una marca per reconèixer una bruixa. Grace Sherwood va ser condemnada a presó per bruixeria en part perquè suposadament tenia «dues coses d'un [color] negre com els mugrons a les seves parts íntimes».